# Opel 10/24 PS
Der Opel 10/24 PS war ein PKW der Oberklasse, den die Adam Opel KG nur 1911 als Nachfolger des Modells 10/20 PS baute. 1912 wurde die Geometrie des Motors verändert, der Hubraum blieb aber fast gleich und die Leistung stieg um 1 PS. Das Resultat hieß Opel 10/25 PS. 1913 führte eine weitere Leistungsspritze zum Opel 10/28 PS, der bis 1916 gebaut wurde.

## Geschichte und Technik
Bestand der Motor des Vorgängers noch aus zwei Blöcken à zwei Zylindern, so war der des 10/24 PS zu einem Block zusammengefasst, glich dem Vorgängermotor aber im Hubraum. Es war also ein Vierzylinder-Blockmotor mit 2614 cm³ Hubraum (Bohrung × Hub = 80 mm × 130 mm), der 24 PS (17,6 kW) bei 1550/min. leistete. Der seitengesteuerte Motor war wassergekühlt. Die Motorleistung wurde über eine Lederkonuskupplung, ein manuelles Vierganggetriebe und eine Kardanwelle an die Hinterachse weitergeleitet. Die Höchstgeschwindigkeit der Wagen lag bei 65 km/h.
Der Rahmen war aus Stahlblech-U-Profilen zusammengesetzt. Die beiden Starrachsen waren an dreiviertelelliptischen Blattfedern aufgehängt. Die Betriebsbremse war als Innenbackenbremse ausgeführt, die auf die Getriebeausgangswelle wirkte. Die Handbremse wirkte auf die Trommeln an den Hinterrädern.
Verfügbar war der 10/24 PS als viersitziger Doppelphaeton, sechssitziger Tourenwagen, viertürige Limousine oder ebensolches Landaulet. Mit dem billigsten Aufbau (Doppelphaeton) kostete er 8.500 RM.
1912 wurde die Geometrie des Motors verändert: Die Bohrung wuchs auf 84 mm, der Hub wurde auf 118 mm zurückgenommen. Das Resultat war ein Hubraum von 2616 cm³ und eine Leistung von 25 PS (18,4 kW) bei ebenfalls 1550/min. Dementsprechend wurde das neue Modell als 10/25 PS angeboten. Auch erhielt der Wagen einen neuen Rahmen, dessen Radstand von 3055 mm auf 3230–3380 mm gewachsen war. Alle anderen technischen Details blieben gleich.
1913 erhielt dieser Motor eine weitere Leistungsspritze. Er leistete nun 30 PS (22 kW) bei 1600/min. Das neue Modell hieß nun 10/28 PS und lief bis zu 70 km/h schnell.
1916 ersetzte der größere 12/34 PS den 10/28 PS.